# Mistrzostwa Polski w Judo 1958
2. edycja Mistrzostw Polski w judo odbyła się w dniach 26 - 27 kwietnia 1958 roku w Lublinie. W zawodach wystartowało 39 zawodników.

## Medaliści  mistrzostw Polski

### mężczyźni
| Konkurencja: | Złoto:                            | Srebro:                             | Brąz:                                  |
| -60 kg       | Ro Dza Nam Spójnia Gdańsk         | Albert Sola AZS AWF Warszawa        | Stanisław Sanocki AZS Kraków           |
| -64 kg       | Kazimierz Jaremczak AZS Gdańsk    | Piotr Bąbka AZS Kraków              | Włodzimierz Bartuzin AZS AWF Warszawa  |
| -68 kg       | Adam Święc AZS AWF Warszawa       | Kamil Jaderny AZS Kraków            | Tadeusz Korociński AZS Warszawa        |
| -72 kg       | Jerzy Kasprowicz AZS AWF Warszawa | Bronisław Pietras Pantonima Wrocław | Czesław Łaksa Wisła Kraków             |
| -78 kg       | Ryszard Zieniawa Spójnia Gdańsk   | Franciszek Hapek AZS Kraków         | Bogdan Daleszak Pantonima Wrocław      |
| +78 kg       | Jerzy Grodek AZS AWF Warszawa     | Marian Ulfik AZS AWF Warszawa       | Zbigniew Walczak Politechnika Warszawa |